# Município de Milan (condado de Erie, Ohio)
O município de Milan (em inglês: Milan Township) é um município localizado no condado de Erie no estado estadounidense de Ohio. No ano de 2010 tinha uma população de 3.606 habitantes e uma densidade populacional de 53,76 pessoas por km².

## Geografia
O município de Milan encontra-se localizado nas coordenadas 41° 18′ 55″ N, 82° 35′ 47″ O. Segundo a Departamento do Censo dos Estados Unidos, o município tem uma superfície total de 67.08 km², da qual 66,09 km² correspondem a terra firme e (1,47 %) 0,98 km² é água.

## Demografia
Segundo o censo de 2010, tinha 3.606 habitantes residindo no município de Milan. A densidade populacional era de 53,76 hab./km². Dos 3.606 habitantes, o município de Milan estava composto pelo 97,09 % brancos, o 0,67 % eram afroamericanos, o 0,14 % eram amerindios, o 0,39 % eram asiáticos, o 0,44 % eram de outras raças e o 1,28 % eram de uma mistura de raças. Do total da população o 2 % eram hispanos ou latinos de qualquer raça.